# 이지환 (성우)
이지환(1974년 3월 20일~)는 대한민국의 남자 성우인데, 1994년 연극배우로 첫 데뷔한 그는 2005년 KBS에 입사했으며 현재는 KBS 31기이다. 한국방송 성우극회 소속
내친구다. 에헤에헤에헤.

## 출연 작품

### TV 애니메이션
- 최강합체 믹스마스터 (KBS) - 울프만
- 디그레이맨 (애니맥스) - 티키 믹
- 간츠 (애니박스) - 토마오
- 레미제라블 소녀 코제트 (애니원) - 푀이
- 멋지다 마사루 (애니박스) - 이시구로
- 잭과 콩나무 (애니박스) - 관리 / 어둠
- 로미오X줄리엣 (애니맥스) - 머큐쇼
- 뱀부 블레이드 (애니맥스) - 토야마 / 린 아빠
- 포켓몬 불가사의 던전 (카툰네트워크) - 노공룡
- 부탁해 마이멜로디 (카툰네트워크) - 세바스티앙
- 노다메 칸타빌레 파리편 (애니맥스) - 운롱
- 명탐정 코난 (애니맥스) - 김진식
- 갓슈벨 (챔프) - 카마크
- 20면상의 아가씨 (애니맥스)
- 피쉬와 칩스 (KBS)
- 노다메 칸타빌레 피날레 (애니맥스)

### 극장판 애니메이션
- 포켓몬스터 DP 극장판 (투니버스) - 무스
- 공룡시대 : 작은 공룡 소동 (카툰네트워크) - 빅대디
- 유니코 (애니박스) - 신1
- 주먹왕 랄프 2: 인터넷 속으로 - 리트왁

### 외화

#### 드라마
- 워리어스 (KBS) - 루카스(해리 로이드)
- 셜록 (KBS) - 앤디(알 웨버)
- 토치우드 시즌 4 (KBS) - 노아 (폴 제임스) / 앤디(톰 프라이스) / 랄프(프레더릭 콜러)
- 삼국지 (KBS) - 관평
- 심해원정대 오르페우스호(KBS) - 하츠토(리단)
- 한나의 선택 (KBS) - 아디
- 천사의 손길 (PBC)

#### 영화
- 에스토마고 (KBS) - 떠벌이
- 원초적 본능 2 (KBS) - 퍼기 (닐 마스켈)
- 레지던트 이블 2 (SBS) - 니콜라이 (잭 워드)
- 엽문 (KBS) - 사담원 (황우남)
- 포인트 블랭크 (KBS) - 케빈(쳄즈 다마니)
- 엽문 2 (KBS) - 아나운서 외
- 블러프 (KBS) - 훌리토(알레한드로 모랄레스)
- 본 얼티메이텀 (KBS) - 사이먼 로스 (패디 콘시다인)
- 블랙 벌룬 (KBS) - 딘의 친구(나딘 버틀러)
- 그린 존 (KBS) - 대변인(브라이언 린츠)
- 파르나서스 박사의 상상극장 (KBS) - 경찰(개빈 롤프) / 러시아인(에밀 호스티나)
- 덤 앤 더머(KBS) - 사장(켄 듀발)
- 웨이 백 (KBS) - 토마시(알렉산드루 포토찬)
- 음모자 (KBS) - 니콜라스(저스틴 롱)
- 어웨이 프롬 허 (KBS) - 윌리엄 하트(토마스 호프)
- 첫 키스만 50번째 (KBS) - 키츠 박사(댄 애크로이드)
- 콘택트 (KBS) - 연구원(토마스 거너)
- 카틴 (KBS) - 타데우시(안토니 파울리치) / 클렌 중위(야첵 브라치아크) / 독일어 번역가(요제프 미카)
- 휴먼 스테인 (SBS) - 월터(대니 블랑코)
- 업 클로즈 앤 퍼스널 (KBS) - 페르난도(레이먼드 크루즈)
- 신의 손 (KBS) - 롱모어 박사(볼튼 마쉬)
- 퍼펙트 스트레인저 (SBS) - 피트(제드 브로피)
- 허트 로커 (KBS) - 콜트랙트 팀 대원(라이언 트라몽)
- 캐치 미 이프 유 캔 (KBS) - 음식점 종업원(제레미 하워드)
- 적인걸: 측천무후의 비밀 (KBS) - 육이(진효)
- 달은 어디에 떠 있는가 (KBS)
- 참새들의 합창 (KBS)
- 퍼펙트 웨딩 (SBS)

### 내레이션
- KBS 스페셜
- KBS 특집다큐
- SBS 미디어

### TV 광고
- 쏘나타 2.0
- OB 골든 라거

### 라디오 드라마
소설극장 (KBS 3라디오)
- 2006.01.23 ~ 2006.03.03 심윤경 <나의 아름다운 정원> (아버지)
- 2006.05.07 ~ 2006.07.07 제인 오스틴 <오만과 편견> (윌리엄 루카스 / 피츠윌리엄 대령 / 가드너)
- 2006.07.08 ~ 2006.08.16 공지영 <우리들의 행복한 시간> (이 주임)
- 2006.10.08 ~ 2006.12.18 이정명 <뿌리깊은 나무> (성삼문 / 박연)
- 2007.11.01 ~ 2008.01.14 한승원 <추사> (영기 / 채제공 / 조인영)

라디오 극장 (KBS 한민족 방송)
- 2005.08.01 ~ 2005.08.31 고영훈 <청초 우거진 골에> (사내)
- 2006.11.01 ~ 2006.11.30 정재민 <농땡이 사법 연수생의 짜장면 비비는 법>
- 2007.03.01 ~ 2007.03.31 윤흥길 <산에는 눈 들에는 비> (교장)
- 2007.04.01 ~ 2007.04.30 김래주 <대조선인 안용복> (태연)
- 2007.05.01 ~ 2007.05.31 최인호 <어머니는 죽지 않는다>
- 2007.06.01 ~ 2007.06.30 고영훈 <야망의 맨발> (면접관 / 중년 남자 / 슈트)
- 2008.03.01 ~ 2008.03.31 최재도 <마하진단국> (박문기 / 농초)
- 2008.06.01 ~ 2008.06.30 이수광 <대륙의 영혼, 최재형>
- 2009.08.01 ~ 2009.08.31 이상민 <빨간 자전거> (권혁조)
- 2010.07.01 ~ 2010.07.31 권비영 <덕혜옹주> (박무영 '김장한')
- 2011.02.01 ~ 2011.02.28 최재도 <별 밝은 언덕> (김태균)

라디오 독서실 (KBS 2라디오)
- 2005.02.06 윤성희 <유턴지점에 보물지도를 묻다> (한의사)
- 2005.03.06 정이현 <위험한 독신녀> (교사)
- 2005.03.20 한창훈 <깊고 푸른 강> (친구2)
- 2005.05.01 이만교 <표정관리주식회사> (학생1)
- 2005.05.08 공선옥 <영희는 언제 우는가> (남자2)
- 2005.05.15 구광본 <미스 리는 미스 리다> (남2)
- 2005.08.28 양수근 <기러기 아빠> (민혁)
- 2005.09.11 최범산 <반역의 강> (반장 / 공안)
- 2005.12.04 정미경 <무언가> (재윤)
- 2005.12.18 이철환 <행복한 고물상> (주인)
- 2006.01.08 손영목 <판님> (시동생)
- 2006.01.15 김인숙 <그여자의 자서전> (애인)
- 2006.01.22 유  민 <베드> (수위)
- 2006.01.29 김은성 <시동라사> (박승조)
- 2006.07.02 방영주 <카지노 가는 길> (아들)
- 2006.07.09 이혜경 <그림자> (신부님)
- 2006.07.23 이만교 <나쁜 여자, 착한 남자> (남자1)
- 2006.08.06 윤성희 <거기, 당신> (A)
- 2006.08.27 전상국 <동행> (선생2)
- 2006.09.24 박범신 <향기로운 우물 이야기> (변호사)
- 2006.11.19 윤대녕 <편백나무숲 쪽으로> (의사)
- 2006.11.26 이기호 <갈팡질팡하다가 내 이럴 줄 알았지> (무지개2)
- 2007.01.14 김희진 <혀> (할아버지)
- 2007.01.21 이은조 <우리들의 한글 나라> (송선배)
- 2007.02.04 성석제 <저만치 떨어져 피어 있네> (만모)
- 2007.02.11 이상섭 <그곳에는 눈물들이 모인다> (문형사)
- 2007.03.04 김경욱 <성난 얼굴로 돌아보라> (기자)
- 2007.03.11 김혜정 <수상한 이웃> (부)
- 2007.03.18 이우천 <수녀와 경호원> (경호원)
- 2007.04.29 서하진 <요트> (직원)
- 2007.05.06 한창훈 <아버지와 아들> (신사장)
- 2007.05.13 최원종 <청춘, 간다> (민규)
- 2007.05.20 김미진 <내마음의 지도책> (부장)
- 2007.07.01 천운영 <후에> (교수)
- 2007.07.08 정이현 <어금니> (경사)
- 2007.07.15 은희경 <아름다움이 나를 멸시한다> (상주)
- 2007.07.22 우현종 <소월> (오인화)
- 2007.08.05 김미월 <유통기한> (아버지)
- 2007.08.12 윤정환 <유쾌한 거래> (사채업자 부장)
- 2007.08.26 신경숙 <지금 우리 곁에 누가 있는 걸까요> (의사)
- 2007.09.23 이혜경 <한갓 되이 풀잎만> (내연남)
- 2007.09.30 박형서 <노란육교> (기사3 / 늙은기사3)
- 2007.10.07 채희윤 <밤, 견인의 시각> (경찰1)
- 2007.10.14 김병언 <남태평양> (동창)
- 2007.10.21 고연옥 <발자국 안에서> (전주인)
- 2007.11.11 박완서 <친절한 복희씨> (대학생)
- 2007.12.30 이승우 <객지일기> (임생 부)
- 2011.10.02 이혜경 <북촌> (그)
- 2012.02.26 조  현 <그 순간 너와 나는> (나 / 해설)
- 2013.01.13 김종광 <낙서문학사 발흥자편> (성철호)
- 2013.10.20 윤후명 <알함브라 궁전의 추억> (나 / 해설)

KBS 무대 (KBS 한민족 방송)
- 2005.02.13 가깝고도 먼 (식당 주인)
- 2005.04.10 사랑에게 묻는다 (아침방송 사회자)
- 2005.05.28 참치와 가자미 (남자)
- 2005.06.04 두 엄마 (젊은 아내 남편)
- 2005.08.27 어머니 (병준)
- 2005.09.03 효과맨의 꿈 (김작가)
- 2005.09.10 국민상식 제 1호 (아파트 소장)
- 2005.09.17 까마르그에서 만난 사람 (인부2)
- 2005.10.01 나의 아름다운 동거인 (오빠2)
- 2005.10.15 내 인생의 이정표는 어디에 (정대리)
- 2005.11.05 널 위한 이별 (알바생)
- 2005.11.12 암행 (최석)
- 2005.12.10 제로섬 이야기 (실장)
- 2005.12.17 춘향 외전 (이방)
- 2005.12.24 뻔한 사랑에 관한 에피소드 (경비)
- 2006.01.14 해후 (국기 부)
- 2006.01.28 햇볕 창고 (유준)
- 2006.02.04 까치가 울면 (술집 주인)
- 2006.02.25 이 메마른 날들 (고은석)
- 2006.03.11 푸른 불꽃 (동료)
- 2006.04.01 눈물을 보이지 않았다 (인수 아저씨)
- 2006.04.08 마중가는 길 (경찰1)
- 2006.04.15 족두리 무덤 (효종)
- 2006.04.22 북촌 야곡 (장씨)
- 2006.04.29 열정적인 그녀 (입시학원 원장)
- 2006.05.20 사랑은 절벽 끝에서 완성된다 (박노인)
- 2006.06.03 봉단이 (박첨지)
- 2006.06.10 사랑한다 뻐꾹아 (김 실장)
- 2006.07.01 당신의 나라 (승객)
- 2006.07.29 푸른 별이 반짝이는 밤 (이 대리)
- 2006.08.12 엄마가 돌아왔다 (이현준)
- 2006.08.19 807호를 열어라 (경찰1)
- 2006.09.02 공무도하가(公無渡河歌) (용배)
- 2006.09.16 소가 누워 있는 섬 (노인2)
- 2006.10.07 황혼녘의 약속 (작은 아들)
- 2006.10.14 웅녀이야기 (호남)
- 2006.11.11 그녀에게 생긴 일 (병수)
- 2006.11.25 싫으면 시집가 (맞선남)
- 2006.12.02 펭귄 아빠에 대한 보고서 (최현수)
- 2006.12.16 담쟁이와 혈죽 (고종)
- 2006.12.23 그 하늘, 그 강가에서 (한의원)
- 2007.01.06 연포나루 (편집장)
- 2007.01.13 배꽃, 피다 (면접관)
- 2007.01.27 그믐달, 초승달을 품다 (의사)
- 2007.03.03 고모 (주인 집 아들)
- 2007.03.17 가마니 한 장 (경관)
- 2007.03.31 안녕, 안녕! (영우)
- 2007.04.14 황금모래성 (변호사)
- 2007.06.02 동복(同腹)아우 (경찰)
- 2007.06.09 쇠고기 반 근 (직원)
- 2007.06.23 암행어사, 이몽룡 (홍성준)
- 2007.08.11 그란도캐년으로 가다 (의사)
- 2007.09.15 목소리 (택시기사)
- 2007.09.22 장돌뱅이 (30대 광식)
- 2007.11.10 마지막 계절 (의사)
- 2007.12.01 숲 속의 집, 그 행복한 날들 (의사)
- 2007.12.08 억수할매, 다시 돌아온 봄날 (재단직원)
- 2007.12.15 그물 치는 남자 (강사)
- 2008.01.05 실록(實錄), 서사대전(鼠蛇對戰) (첩보 쥐)
- 2008.01.26 겨울의 초상 (민수)
- 2008.04.12 베이징 앞으로! (엄규섭)
- 2008.05.03 갈릴레오를 아십니까? (담임)
- 2008.05.17 거북바다 (명석)
- 2008.07.19 호접몽 (태자)
- 2008.09.13 그대 다시는 고향에 가지 못하리 (둘째 사위)
- 2008.09.27 무간지옥을 꿈꾸며 (해고)
- 2008.10.11 황금염소 (김 기자)
- 2008.11.22 당신의 추억을 삽니다 (기영)
- 2009.04.04 모퉁이 (현준)
- 2011.04.23 월정교를 건너며 (박세훈)
- 2019.01.15 중고남여 (남궁훈)
- 2019.07.16 북녘귀향 (평안도 노동자)

소리로 보는 세상 (KBS 3라디오)
- (기사 낭독)

다큐멘터리 역사를 찾아서 (KBS 1라디오)
- (연기)

바람따라 구름따라 (KBS 한민족 방송)
- (연기)

엄길청의 성공시대 (KBS 제2라디오)
- 2005.12.05 ~ 2005.12.17 제56화 안전한 세상을 위한 특명, '김민규, 출동하라' (경호부장)
- 2006.02.27 ~ 2006.03.11 제62화 인물사진가 김재환, 나는 하루에 1mm씩 성장했다. (담임)

대한민국 경제실록 (KBS 1라디오)
- 2010.12.02 ~ 2011.01.26 제04화 경제개발, 그 종잣돈을 찾아라 (시나 외상 외)
- 2011.01.27 ~ 2011.03.09 제05화 수출입국-영광과 시련의 발자취 (장기영)
- 2011.06.20 ~ 2011.08.16 제08화 검은 황금, 오일머니를 잡아라 (최규화)
- 2011.08.17 ~ 2011.10.26 제09화 서울, 고도성장의 신화 (박범한)

방송의 날 특별기획 8부작 <북한의 솔제니친, 현역작가 반디의 고발> (KBS 한민족 방송)
- 2014.08.27 제1부 탈북기 (남자)
- 2014.08.28 제2부 유령의 도시 (당 비서 동무)
- 2014.08.29 제3부 준마의 일생 (설영수)
- 2014.08.30 제4부 지척만리 (영호)
- 2014.08.31 제5부 복마전 (김일성)
- 2014.09.01 제6부 무대 (보위부장)
- 2014.09.02 제7부 빨간 버섯 (고인식)

### 연극 및 TV
- 메디아
- 향단전
- 돈키호테
- 둥둥낙랑둥
- 맥베스
- 햄릿
- 어느 멋진날 - 연출
- 몽이의 환상여행 작/연출
- 자강도의 추억  - 연기/ 연출
- 풍계리 진달래  - 연기/ 연출
- 장춘옥 2호점   - 연출
- 모란이 필 무렵 - 연출
- 모란이 필 무렵 학생버전 작/ 연출
- 2020 KBS 장애인의 날 특집 드라마 "거북이 채널" - 상두아빠 역

### 기타
- 2020 네이버웹툰 '가담항설' 웹툰 오디오드라마 기획제작연출

## 외날 연출
- 라디오 극장[깨진 링크(과거 내용 찾기)] - 라디오 극장 (KBS 한민족 방송)
- 라디오 문학관[깨진 링크(과거 내용 찾기)] - 라디오 문학관 (KBS 한민족 방송)
- KBS 무대[깨진 링크(과거 내용 찾기)] - KBS 무대 (KBS 한민족 방송)
- 다큐멘터리 역사를 찾아서[깨진 링크(과거 내용 찾기)] - 다큐멘터리 역사를 찾아서 (KBS 1라디오)
- 소설극장 - 소설극장 (KBS 3라디오)
- 연속낭독[깨진 링크(과거 내용 찾기)] - 연속낭독 (KBS 3라디오)
- 라디오 여행기[깨진 링크(과거 내용 찾기)] - 라디오 여행기 (KBS 3라디오)
- 엄길청의 성공시대[깨진 링크(과거 내용 찾기)] - 엄길청의 성공시대 (KBS 제2라디오)